# Unione Sportiva Triestina 1928-1929
Questa voce raccoglie le informazioni riguardanti la Unione Sportiva Triestina nelle competizioni ufficiali della stagione 1928-1929.

## Stagione
Nella stagione 1928-1929 la Triestina disputa il girone A del suo primo campionato di Divisione Nazionale. Il torneo è stato concluso al nono posto con 29 punti, le prime otto si sono qualificate di diritto alla prossima Serie A 1929-1930, primo torneo di massima serie a girone unico. La squadra alabardata è rimasta esclusa per un solo punto sul campo, rispetto al Padova ottavo con 30 punti. Al termine del campionato, alle sedici formazioni qualificate sono state fatte due aggiunte, una riguarda proprio la Triestina che è stata ripescata nel massimo torneo, anche in virtù dell'ottimo piazzamento nel torneo. Miglior realizzatore dei triestini è risultato l'istriano Rodolfo Ostromann che ha firmato ben 17 reti, ben spalleggiato dall'isontino Bruno Castellani con 13 centri.

## Divise
| Prima divisa |

## Rosa
| N. |                     | Ruolo | Calciatore           |
| -- | ------------------- | ----- | -------------------- |
|    | Italia (bandiera)   | P     | Gaetano Di Vincenzo  |
|    | Italia (bandiera)   | P     | Otmar Gazzari (I)    |
|    | Italia (bandiera)   | P     | Giovanni Modulo      |
|    | Italia (bandiera)   | P     | Giordano Picciga     |
|    | Italia (bandiera)   | D     | Guglielmo Cudicini   |
|    | Italia (bandiera)   | D     | Lorenzo Gazzari (II) |
|    | Italia (bandiera)   | D     | Arduino Pliscar      |
|    | Italia (bandiera)   | D     | Italo Righetti       |
|    | Italia (bandiera)   | C     | Andrea Capitanio     |
|    | Italia (bandiera)   | C     | Marčelo Kufersin     |
|    | Italia (bandiera)   | C     | Mario Villini        |
|    | Ungheria (bandiera) | C     | Rudolf Plemich (II)  |

| N. |                   | Ruolo | Calciatore         |
| -- | ----------------- | ----- | ------------------ |
|    | Italia (bandiera) | C     | Aldo Vollono       |
|    | Italia (bandiera) | A     | Antonio Budini     |
|    | Italia (bandiera) | A     | Bruno Castellani   |
|    | Italia (bandiera) | A     | Livio Fabro        |
|    | Italia (bandiera) | A     | Giovanni Friedrich |
|    | Italia (bandiera) | A     | Ivan Montana       |
|    | Italia (bandiera) | A     | Rodolfo Ostromann  |
|    | Italia (bandiera) | A     | Piero Pasinati     |
|    | Italia (bandiera) | A     | Pietro Povero      |
|    | Italia (bandiera) | A     | Carlo Rigotti      |
|    | Italia (bandiera) | A     | Nereo Rocco        |
|    | Italia (bandiera) | A     | Bruno Scher        |

## Risultati

### Divisione Nazionale

#### Girone A

##### Girone di andata
| Arbitro: | Rovida (Milano) |

|                        |           |                |
| Sgarbi 18’ Tognana 32’ | Marcatori | 65’ Castellani |

| Arbitro: | U. Gama (Milano) |

|                                     |           |                             |
| Montana 3’, 10’ Castellani 41’, 46’ | Marcatori | 32’ Alessio 82’ Migliavacca |

| Arbitro: | Casetta (Milano) |

| |           |  |
| G. Rossetti 4’, 13’, 20’, 81’, 83’ Vezzani 7’ Libonatti 28’, 66’, 78’ Janni 53’ Vollono 54’ (aut.) Baloncieri 72’ | Marcatori |  |

| Arbitro: | Mattea (Casale Monf.) |

|                                   |           |                                           |
| Castellani 34’, 35’ Ostromann 74’ | Marcatori | 7’ Benatti 48’ A. Ferraris 85’ Bernardini |

| Arbitro: | Turbiani (Ferrara) |

|                                              |           |               |
| Buschi 29’ Volta 44’ Perani 76’ Gianelli 89’ | Marcatori | 57’ Ostromann |

| Arbitro: | Mastellari (Bologna) |

|                                                  |           |  |
| L. Gazzari 50’ (rig.) Cudicini 55’ Ostromann 73’ | Marcatori |  |

| Arbitro: | Medica (Bologna) |

|                             |           |              |
| Bonivento 35’ Reguzzoni 52’ | Marcatori | 62’ Wilfling |

| Arbitro: | Bonello (Venezia) |

|                                                |           |                          |
| Mazzoni 18’ Gardini 52’ Aimi 69’ Carnevali 86’ | Marcatori | 16’ Budini 90’ Ostromann |

| Arbitro: | Malagodi (Ferrara) |

|                              |           |             |
| Castellani 32’ Ostromann 77’ | Marcatori | 90’ Autelli |

| Arbitro: | Giorgi (Milano) |

|                     |           |  |
| Grabbi 42’ Mura 53’ | Marcatori |  |

| Arbitro: | Guarnieri (Milano) |

|                           |           |                   |
| Ostromann 23’ Plemich 76’ | Marcatori | 60’, 80’ Corsetti |

| Arbitro: | Dani (Genova) |

|                                              |           |                              |
| Costantino 30’, 66’ Rastelli 35’ Bellomo 44’ | Marcatori | 58’ Ostromann 78’ Castellani |

| Arbitro: | Osti (Ferrara) |

|               |           |  |
| Ostromann 65’ | Marcatori |  |

| Arbitro: | Girelli (Verona) |

|                 |           |                             |
| Comi 17’ (aut.) | Marcatori | 1’, 13’, 25’, 45’ It. Rossi |

| Arbitro: | U. Gama (Milano) |

|              |           |             |
| Palandri 37’ | Marcatori | 7’ Pasinati |

##### Girone di ritorno
| Arbitro: | Osti (Ferrara) |

|               |           |  |
| Ostromann 54’ | Marcatori |  |

| Arbitro: | Medica (Bologna) |

|           |           |                                   |
| Gabba 10’ | Marcatori | 50’, 75’ Pasinati 55’, 57’ Povero |

| Arbitro: | Giorgi (Milano) |

|                    |           |                         |
| Ostromann 30’, 46’ | Marcatori | 47’ Vezzani 56’ Carrera |

| Arbitro: | Enrietti (Torino) |

|                                  |           |  |
| Fasanelli 10’, 41’ Volk 30’, 58’ | Marcatori |  |

| Arbitro: | Dani (Genova) |

|                 |           |  |
| Povero 23’, 85’ | Marcatori |  |

| Arbitro: | Mangano (Milano) |

|                        |           |                          |
| Gamba 59’ Vecchina 85’ | Marcatori | 28’ Povero 36’ Ostromann |

| Arbitro: | Osti (Ferrara) |

|                |           |                                   |
| L. Gazzari 82’ | Marcatori | 14’, 65’ Reguzzoni 43’ G. Colombo |

| Arbitro: | Bruna (Venezia) |

|                          |           |             |
| Castellani 43’, 55’, 80’ | Marcatori | 73’ Bottaro |

| Arbitro: | Mastellari (Bologna) |

|                              |           |  |
| Marchina 15’ R. Cattaneo 78’ | Marcatori |  |

| Arbitro: | Casetta (Milano) |

|                                                 |           |                    |
| Pasinati 10’, 89’ Povero 30’ Ostromann 43’, 88’ | Marcatori | 60’ (rig.) Bellini |

| Arbitro: | Squarza (Reggio Emilia) |

|                         |           |                     |
| Ossoinach 5’ Marini 80’ | Marcatori | 88’ (rig.) Righetti |

| Arbitro: | Guarnieri (Milano) |

|                                                                            |           |              |
| Fabro 20’, 48’, 90’ Wilfling 65’ Ostromann 75’ Castellani 82’ Pasinati 87’ | Marcatori | 25’ Corengia |

| Arbitro: | Dani (Genova) |

|                          |           |                       |
| Tognazzi 12’ Ravetta 17’ | Marcatori | 71’ (rig.) L. Gazzari |

| Arbitro: | Malagodi (Ferrara) |

|                      |           |                                        |
| Pagani 12’ Ferrè 76’ | Marcatori | 30’ Povero 33’ Pasinati 59’ Castellani |

| Arbitro: | Dani (Genova) |

|                                                                          |           |                        |
| Castellani 19’ L. Gazzari 29’ (rig.) A. Bandini 75’ (aut.) Ostromann 88’ | Marcatori | 12’ Maini 48’ Magnozzi |

## Statistiche

### Statistiche di squadra
| Competizione        | Punti | In casa | In casa | In casa | In casa | In casa | In casa | In trasferta | In trasferta | In trasferta | In trasferta | In trasferta | In trasferta | Totale | Totale | Totale | Totale | Totale | Totale | DR |
| Competizione        | Punti | G       | V       | N       | P       | Gf      | Gs      | G            | V            | N            | P            | Gf           | Gs           | G      | V      | N      | P      | Gf     | Gs     | DR |
| ------------------- | ----- | ------- | ------- | ------- | ------- | ------- | ------- | ------------ | ------------ | ------------ | ------------ | ------------ | ------------ | ------ | ------ | ------ | ------ | ------ | ------ | -- |
| Divisione Nazionale | 29    | 30      | 12      | 5       | 13      | 60      | 68      | 15           | 10           | 3            | 2            | 41           | 22           | 15     | 2      | 2      | 11     | 19     | 46     | -8 |